# Бонефельд
Бонефельд (нем. Bonefeld) — община в Германии, в земле Рейнланд-Пфальц. 
Входит в состав района Нойвид. Подчиняется управлению Ренгсдорф.  Население составляет 955 человек (на 31 декабря 2010 года). Занимает площадь 5,21 км².